# Benjamín Núñez Vargas
Benjamín Núñez Vargas (Pacayas, Alvarado, 24 de enero de 1915 - San José, el 19 de septiembre de 1994) fue un sacerdote, político, profesor universitario y diplomático costarricense, de gran influencia en su país durante la segunda mitad del siglo xx. Fue fundador y rector de la Universidad Nacional de Costa Rica. Se le considera uno de los gestores de la fundación de la Segunda República luego de la Guerra Civil de Costa Rica de 1948.

## Biografía
Nació en Pacayas del cantón de Alvarado, el 24 de enero de 1915. El 9 de enero de 1938 se lleva a cabo su ordenación sacerdotal. En 1940, Monseñor Víctor Sanabria Martínez lo envía a estudiar sociología en la Universidad de Niágara. Pasa a la Universidad Católica adonde obtendría su maestría y, muchos años después, su doctorado con una tesis de grado de aporte sociológico sobre la Clase Profesional de Costa Rica. Entre sus guías académicos en esta universidad resalta Monseñor Furley. Estudió también en años posteriores en la Universidad de Columbia con figuras como Robert K. Merton y Seymour Martin Lipset. 
Fue el fundador de la Confederación Costarricense del Trabajo Rerum Novarum. En agosto de 1943 inició un movimiento con alrededor de 75 sindicatos, desarrollando una tendencia ideológica cristiana, organizando fundamentalmente trabajadores de las plantaciones bananeras.

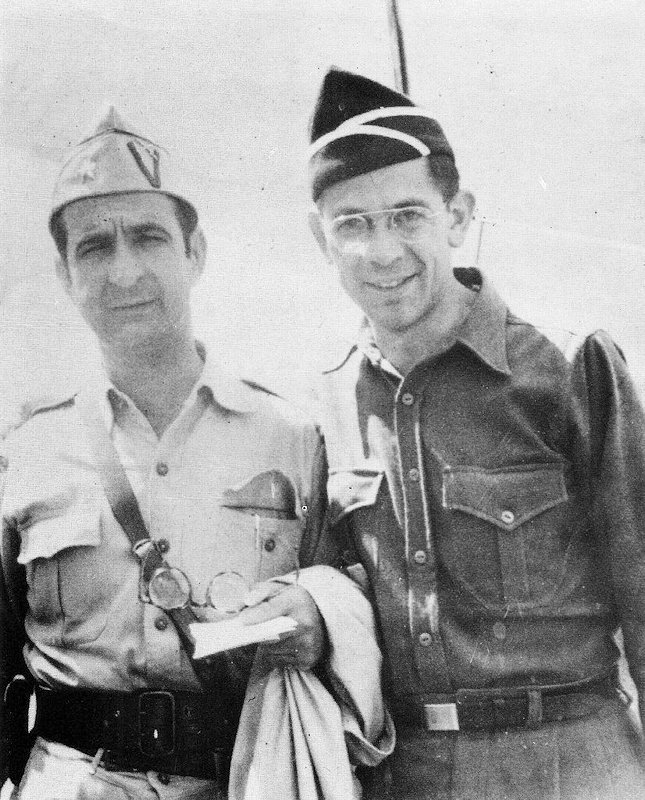

Durante la Guerra Civil de Costa Rica, de 1948, se desempeñó como Capellán del Ejército de Liberación Nacional y tuvo un destacado papel como negociador plenipotenciario para la firma de la capitulación del Gobierno. En 1948 ejerció el cargo de Ministro de Trabajo de la Junta Fundadora de la Segunda República. En 1973 fue Rector de la Universidad Nacional de Costa Rica (UNA).
En 1953 fue nombrado como representante Permanente ante las Naciones Unidas por el presidente José Figueres Ferrer. Le correspondió en este cargo jugar un papel preponderante en la lucha contra el colonialismo y muy particularmente con su voto decisivo, para la independencia de Argelia. 
En aquella época el grupo latinoamericano constituía una fuerza poderosa de veinte países, antes del ingreso masivo de nuevos países que se descolonizaron en los años posteriores. En esos años se discutió en el Consejo de Seguridad de la ONU, los asuntos relativos al derrocamiento del Coronel Jacobo Arbenz en sus repercusiones internacionales. Junto con Figueres, elaboró la política de no reconocimiento de los gobiernos militares llegados por golpe de Estado al poder como se sostuvo antes. La figura del embajador Núñez se hizo muy popular durante estos años en las Naciones Unidas. Ocupó la presidencia de la tercera comisión.
Pocos meses antes de su regreso a Costa Rica le correspondió realizar, como representante permanente, una gira alrededor del mundo en visita a los países miembros de la ONU con quienes había trabajado intensamente. Es durante este viaje que visita por primera vez Israel y establece los contactos con David Ben Gurión, el creador del Estado Israelí.
Una vez cumplida su Misión en las Naciones Unidas regresa a Costa Rica a donde vuelve a su Parroquia y a la Cátedra Universitaria. A través de los años tiene la Cátedra de Visión Social de Costa Rica y los Fundamentos y Principios de Sociología, posteriormente, sobre Teoría del Poder, Sociología del Comportamiento colectivo y Sociología de la Comunicación Colectiva. Participa de la vida universitaria siempre intensamente pero no aspira ni tiene tiempo para las tareas de dirección y administración universitaria, sin sospechar la tarea que le esperaba en el futuro.
En 1962, el presidente Francisco Orlich Bolmarcich le encomendó al Padre Núñez, ser director del INVU donde se desempeñó durante varios años como presidente de la Junta Directiva. Él dirigió esta institución consiguiendo fondos en diversos organismos y negociando posibilidades de nuevas urbanizaciones para enfrentar los retos de las necesidades de vivienda de Costa Rica. Gran cantidad de personas que hoy habitan casa propia no saben que los pasos que entonces dio el Padre Núñez con sus compañeros de Junta directiva posibilitaron que sus viviendas y urbanizaciones fuesen una realidad. Dio a su administración un toque humano, dedicaba algunas mañanas cada semana a atender personalmente a cientos de personas ilusionadas por obtener su casa propia, en una oficinita que mandó a instalar para esos efectos.
Durante el tercer gobierno del Presidente Figueres Ferrer, el Padre Núñez es nombrado Embajador Extraordinario y Plenipotenciario en Jerusalén como Embajador concurrente en Bucarest. Este regreso del Padre a la Ciudad Santa, reviste una gran importancia para el país y sus relaciones con el gobierno y el pueblo de Israel. Se consolidan los vínculos entre el Estado Israelí y Costa Rica, materializándose en todo tipo de áreas de cooperación. Paralelamente a sus deberes bilaterales como representante ante las diversas Asambleas Generales de las Naciones Unidas defiende la existencia del Estado de Israel contra la mayoría automática de los países aliados de los intereses árabes. Durante el gobierno del Presidente Daniel Oduber Quirós en 1974, vuelve a ocupar el cargo de Embajador en Israel.
A su primer regreso de Jerusalén acepta el reto de la creación de la Universidad Nacional. Asume la rectoría de la misma trabajando al principio con la Comisión ad hoc. Plantea sus ideas para UNA Universidad Necesaria y las defiende contra tesis contrapuestas, terminada la labor de la Comisión ad hoc, presenta su nombre a elección para ser el primer Rector electo de la institución, logrando la designación y toma las medidas para la construcción y consolidación de lo que hoy es la Universidad Nacional.
En 1982, el presidente Luis Alberto Monge designa por cuarta vez al Padre en el Servicio Exterior de la República como representante Permanente ante la UNESCO en París. En esta posición lleva a cabo tareas de gran valor para Costa Rica en momentos de gran trascendencia por la situación de Costa Rica en los conflictos centroamericanos y por la situación que la Guerra Fría plantea para la organización. Su experiencia diplomática, académica y como rector le permiten con su habilidad característica desenvolverse con tenacidad y empeño.
El Padre Benjamín Núñez fue sacerdote, doctor universitario, ministro, embajador, profesor y rector. También fue, en una gran dimensión humana y espiritual, un patriota, un hombre que amó y defendió siempre su patria, pero a la patria de personas trabajadoras, que sufren y necesitan reivindicación permanente. Antes de morir solicitó tres cosas: Quería ser sepultado en el altozano de la Parroquia San Isidro Labrador del cantón de Vázquez de Coronado en Costa Rica, y que en su lápida se escribiese el siguiente epitafio: “Oh sacerdote! ¿Quién eres tú? Todo y nada”, y que en su funeral estuvieran las banderas enhiestas de la Iglesia, de Costa Rica, del Estado de Israel, de Liberación Nacional, del Rerum Novarum y de la Universidad Nacional de Costa Rica. El campus de la Universidad Nacional de Costa Rica lleva su nombre.
En 2021, la Asamblea Legislativa de la República de Costa Rica lo declaró como Benemérito de la Patria.